# Lavar Edwards
Lavar M. Edwards (Gretna, 29 aprile 1990) è un ex giocatore di football americano statunitense che ha giocato nel ruolo di defensive end nella National Football League (NFL) e nella Canadian Football League (CFL). Fu scelto nel corso del quinto giro (142º assoluto) del Draft NFL 2013 dai Tennessee Titans. Al college ha giocato a football all’Università della Louisiana.

## Carriera

### Tennessee Titans
Edwards fu scelto nel corso del quinto giro del Draft 2013 dai Tennessee Titans. Debuttò come professionista nella settimana 5 contro i Kansas City Chiefs mettendo a segno 3 tackle e un passaggio deviato. La sua stagione da rookie si concluse con 9 tackle in 7 presenze, di cui una come titolare.

### Dallas Cowboys
Nel 2014, Edwards passò ai Dallas Cowboys con cui, nella sua seconda annata, giocò quattro gare con un tackle.

## Statistiche
| Partite totali      | 11 |
| Partite da titolare | 1  |
| Tackle              | 10 |
| Sack                | 0  |
| Intercetti          | 0  |
| Fumble forzati      | 0  |

Statistiche aggiornate alla stagione 2014